# カトリーヌ・イザベル・デュポール
カトリーヌ・イザベル・デュポール（Catherine-Isabelle Duport）は、フランスの女優。

## 出演作品
- 出発
- 男性・女性（カトリーヌ）